# Дистелбринк, Ян
Йоханнес Теодорюс (Ян) Дистелбринк (нидерл. Johannes Theodorus "Jan" Distelbrink; 14 октября 1915, Амстердам — 5 января 1966, Гус) — нидерландский футболист, игравший на позиции правого полусреднего нападающего, выступал за амстердамский «Аякс».
В июне 1940 года временно исполнял обязанности главного тренера «Аякса».

## Карьера
Ян Дистелбринк — воспитанник футбольного клуба «Аякс». В октябре 1930 года в возрасте 15 лет был зачислен в первую команду аспирантов «Аякса». В 1934 году дважды вызывался в сборную Амстердамского футбольного союза. За основной состав «Аякса» впервые сыграл 20 октября 1935 года против «Фейеноорда» — на домашнем стадионе «Де Мер» его команда уступила в товарищеском матче со счётом 0:1. По оценке издания Sportkroniek, Дистелбринк не особо выделялся на поле.
В чемпионате Нидерландов дебютировал 28 октября 1935 года в гостевой встрече с ВСВ, выйдя на замену во втором тайме вместо Йопа ван де Пюттелара. После выхода на поле занял позицию правого полусреднего нападающего, а Хенк Бломвлит перешёл в защиту на позицию ван де Пюттелара. На 60-й минуте Ян забил головой свой дебютный гол, сделав счёт 3:2, но футболисты ВСВ довели матч до победы — 4:2. В следующем туре отметился голом в ворота «Харлема», амстердамцы победили со счетом 5:4. В декабре отличился голом в кубком матче с ВЮК, но это не помогло команде пройти в следующий раунд. В последнем туре чемпионата, который состоялся 5 апреля 1936 года, Дистелбринк появился на замену на 24-й минуте вместо Геррита Гислера. Незадолго до перерыва Ян забил третий гол в матче, а после возобновления игры стал автором дубля — гостевая встреча завершилась победой «Аякса» со счётом 2:5. Всего в дебютном сезоне принял участие в 11 матчах и забил 7 голов в чемпионате, включая встречи турнира чемпионов. «Аякс» по итогам первенства страны занял второе место, уступив чемпионский титул «Фейеноорду».
В начале сезона 1936/37 был заявлен за вторую команду «Аякса». До конца 1936 года дважды выходил на замену в чемпионате в матчах основной команды — против «Стормвогелса» и ДФК. В феврале 1937 года попал в стартовый состав на финал юбилейного турнира клуба ЭДО, который завершился победой «Аякса». Летом 1938 года отправился с первой командой в турне по странам Балтии. В сентябре того же года было объявлено, что Ян ведёт переговоры с клубом ОСВ из района Остзанерверф по поводу возможной тренерской работы, поскольку на тот момент являлся учителем физкультуры. В том же месяце приступил к тренерской работе в ОСВ. Несмотря на это, в сезоне 1938/39 продолжал выступать за вторую команду «Аякса», где также играли Луи Франкел и Тьерд Аукема. Год спустя был вынужден прекратить работу в ОСВ из-за военных обязанностей.
В июне 1940 года временно исполнял обязанности главного тренера «Аякса». Причиной этого стал арест немцами тренера Джека Рейнолдса, которого отправили в лагерь для интернированных. После этого Ян стал первым нидерландским тренером в истории клуба — в августе новым тренером был назначен Вильмош Хальперн.
В мае 1941 года переехал в город Мидделбург, где стал государственным консультантом по физическому воспитанию. С 1949 по 1962 год преподавал физкультуру в школе в Алкмаре. В 1960-х годах вновь работал в качестве консультанта по физическому воспитанию в провинции Зеландия, посещал спортивные мероприятия и участвовал в открытии спортивных объектов, а незадолго до свей смерти был назначен инспектором по физическому воспитанию.

## Личная жизнь
Ян родился в октябре 1915 года в Амстердаме. Отец — Хендрик Фредерик Дистелбринк, мать — Луиза Паулина Аугюста Рейтберген. Оба родителя были родом из Амстердама, они поженились в феврале 1912 года — на момент женитьбы отец был офисным работником. В их семье воспитывались ещё две дочери — Паулине Сесил Каролин и Йоханна Гертрёйда. После начальной школы получил диплом расширенного начального образования (MULO), а затем в течение двух лет обучался на инструктора по физическому воспитанию. Его старшая сестра Паулине в 1930 году вышла замуж за аргентинского фехтовальщика Эктора Пабло Луккетти.
Женился в возрасте двадцати пяти лет — его супругой стала 28-летняя Анна Йоханна Хауткопер, уроженка Роттердама. Их брак был зарегистрирован 6 августа 1941 года в Хемстеде. В 1945 году в семье Дистелбринка родилась дочь по имени Анна Луиза, а в 1946 году появился сын — Ян Хендрик Якоб.
Умер скоропостижно 5 января 1966 года в Гусе в возрасте 50 лет. Похоронен 7 января на кладбище Зоргвлид в Амстердаме. Его вдова умерла в феврале 1986 года в Амстердаме в возрасте 73 лет.

## Статистика по сезонам
| Клуб             | Сезон            | Чемпионат Нидерландов | Чемпионат Нидерландов | Кубок Нидерландов | Кубок Нидерландов | Итого | Итого |
| Клуб             | Сезон            | Игры                  | Голы                  | Игры              | Голы              | Игры  | Голы  |
| ---------------- | ---------------- | --------------------- | --------------------- | ----------------- | ----------------- | ----- | ----- |
| Аякс             | 1935/36          | 11                    | 7                     | 1                 | 1                 | 12    | 8     |
| Аякс             | 1936/37          | 2                     | 0                     | ?                 | ?                 | 2     | 0     |
| Всего за карьеру | Всего за карьеру | 13                    | 7                     | 1                 | 1                 | 14    | 8     |